# منى قطان (ممثلة)
منى جان قطان ممثلة فلسطينية من مواليد مدينة حيفا، هاجرت مع والدتها الأديبة والصحافية بجريدة الأهرام "جاكلين خوري" حينما كانت لا تزال في عامها الثاني إثر قرار الأمم المتحدة بتقسيم فلسطين، عاشت مرحلة الطفولة مع أسرتها، والتحقت في مرحلة لاحقة بأحد المدارس الداخلية في إنجلترا، ثم عادت مرة أخرى لمصر لتعيش مع والدتها وهو ما ساعدها في التعرف على الشاعر ورسام الكاريكاتير صلاح جاهين.
تزوجت منى من جاهين في عام 1967 وأنجبا ابنة واحدة "سامية جاهين" الفنانة والناشطة السياسية. شاركت منى قطان في العديد من الأعمال السينمائية والتلفزيونية، من أشهرها (خلى بالك من زوزو) الذي كتبه جاهين، و(أميرة حبي أنا) و(الكرنك)، كما شاركت في مسلسلات (الأيام) و(زيزينيا).

## أعمالها

### من الأفلام
- أميرة حبي أنا.
- خلي بالك من زوزو.

### من المسلسلات
- رد قلبي.
- الأيام.
- زيزينيا